# Église Saint-André de La Tagnière
L'église Saint-André de La Tagnière est une église située sur le territoire de la commune de La Tagnière, dans le département français de Saône-et-Loire et la région Bourgogne-Franche-Comté.

## Historique
L'église, bâtie à l'époque romane, a été agrandie en 1868 d'un massif clocher-porche et remaniée (suppression de l’ancien clocher situé entre la nef et le chœur, reconstruction des voûtes). 

## Architecture
L'église est « de structure romane, à abside empâtée comme à Mesvres, chapelles latérales du XVIe siècle et riche mobilier sculpté » (Raymond Oursel).
Elle se compose d'une large nef couverte d'une voûte en berceau moderne prolongée par le chœur, sans transept débordant. Au nord et au sud de la nef s'ouvrent, par des arcades en plein cintre, des chapelles latérales datant du XVIe siècle. La chapelle nord, dite « chapelle des saints », est couverte d'une voûte d'ogive.
Le clocher abrite une cloche, qui a été refondue en 1822 et pèse 600 kg. 

## Mobilier
Le retable du maître-autel, du XVIIe siècle, est décoré d’une peinture centrale représentant une Vierge à l'Enfant. Il est bordé par deux colonnes dégagées cannelées à bases ornées de pampres (symbole eucharistique), sur lesquelles repose un fronton dominé par une croix. 
L'église renferme sept statues en bois polychrome, dont cinq ont été classées au titre des objets Monuments historiques en 1976.

## Culte
Édifice consacré du diocèse d'Autun relevant de la paroisse Sainte-Jeanne-de-Chantal (Étang-sur-Arroux) – qui en est affectataire au titre de la loi de 1905 –, l'église de La Tagnière est un lieu de culte catholique toujours vivant.